# Naiqama Lalabalavu
Naiqama Tawake Lalabalavu (ur. 23 grudnia 1953) – fidżyjski polityk, Ratu, wódz Konfederacji Tovata oraz Tui Cakau prowincji Cakaudrove od 1999. Od 12 listopada 2024 prezydent Fidżi.

## Życiorys
Ukończył studia z zakresu stosunków międzynarodowych na Clark University w Worcester, w Stanach Zjednoczonych oraz studia podyplomowe z planowania rozwoju obszarów wiejskich w Development Study Centre w Izraelu. Studiował również na Uniwersytecie Harvarda.
W 1999, po śmierci swojego ojca Glanville'u Lalabalavu, objął przywództwo Konfederacja Tovata i prowincji Cakaudrove. W tym samym roku po raz pierwszy został wybrany do Izby Reprzentantów, z ramienia partii Soqosoqo ni Vakavulewa ni Taukei. Uzyskiwał reelekcje w kolejnych wyborach w 2001 (kandydat z listy CAMV) oraz w 2006 (będąc kandydatem SDL). W 2001 wszedł w skład gabinetu Laisenii Qarase, jako minister ds. fidżyjskich, gruntów i rozwoju prowincji. Zajmował to stanowisko do 5 grudnia 2006, gdy rząd utracił władzę wskutek zamachu stanu.
W 2013 należał do założycieli partii Socjaldemokratycznej Partii Liberalnej (SODELPA). W następnym roku został wybrany do jednoizbowego Parlamentu Fidżi. Utrzymał mandat parlamentarny w kolejnych wyborach (w 2018). Od 2020 sprawował funkcję lidera opozycji. Nie kandydował do parlamentu w 2022. Objął wówczas stanowisko jego spikera (jest on wybierany spoza parlamentarzystów). 31 października 2024 został wybrany przez parlament na urząd prezydenta Fidżi (otrzymał 37 głosów, na ogólna liczbę 53), który objął 12 listopada.

## Odznaczenia
- Kawaler Orderu Imperium Brytyjskiego (Wielka Brytania, 1981)[13]